# Дејан (деспот)
Дејан (око 1310 — пре децембра 1371) био је српски великаш и обласни господар из времена Српског царства, носилац високих титула севастократора и деспота и родоначелник породице Дејановића, Управљао је облашћу око Куманова и Велбужда.
Дејаново порекло није познато, али претпоставља се да је припадао вишем властеоском слоју. Након брака са Душановом сестром Теодором, добио је високу титулу севастократора, са којом се последњи пут помиње 10. августа 1355. године. Касније му је додељена и деспотска титула. Уживао је велики углед у тадашњој Србији, о чему сведочи и папа Иноћентије VI, који је своје посланство, упућено у Србију (мај 1355. године) ради преговора о склапању црквене уније и заједничкој акцији против Османлија, препоручио и Дејану.
Дејан је свој посед, који је обухватао жупе Жеглигово и Прешево, проширио на област око Велбужда и горњег тока реке Струме, који му је додељен на управу, као и подручје око Мелника. Посебну пажњу је поклањао својим задужбинама, првенствено Архиљевици код Куманова коју је подигао на потпуно новом месту (што сведочи о његовог економској моћи) и Белови крај Земена. Једна од његових задужбина је Карпински манастир.

## Порекло
Дејаново порекло је непознато. Раније су историчари веровали да је Дејан био рођак Јована Оливера, најмоћнијег српског великаша у Македонији током Душанове владавине. Ово мишљење више није прихваћено. Константин Јиречек је указао на Дејана Мањка, Душановог војводу који се спомиње у повељи коју је 1333. године краљ Душан издао у Пологу. Овом повељом је Дубровчанима уступио Стон и Пељешац у замену за 8000 перпера и 500 перпера годишњег трибута. Дејан Мањак се јавља као један од сведока издавања повеље. Дејан се оженио Душановом полусестром Теодором, ћерком Стефана Дечанског са Маријом Палеолог.

## Душанова владавина
На Ускрс, 16. априла 1346. године, Душан је сазвао сабор у Скопљу на коме су присуствовали српски патријарх Јоаникије, охридски архиепископ Николај, бугарски патријарх Симеон и представници светогорског монаштва. Српска архиепископија је претходних месеци уздигнута на ранг патријаршије. Патријарх Јоаникије II крунисао је Душана за цара Срба и Ромеја. Душанов син Урош крунисан је за краља.
Душан је намеравао да ослабљено Византијско царство замени јачим, Српским царством. У том случају, њему би припадало место које је сада заузимао византијски цар. У права византијских царева спадало је и додељивање високих титула као што су титуле деспота, севастократора и кесара. Деспотску титулу добили су: царев брат Симеон Немањић, царичин брат Јован Комнин Асен и великаш Јован Оливер. Титулу севастократора добили су: царев зет Дејан и великаш Бранко Младеновић, управник Охрида. Кесари су постали Прељуб намесник Тесалије, Гргур управник Полога и Војихна, намесник Драме.
Као царевом сроднику Дејану је припала висока титула севастократора. Папа Иноћентије IV препоручује Дејану своје посланике који су 1355. године дошли на српски двор да воде преговоре о склапању црквене уније и о организовању крсташког рата против Турака. Дејан је напредовао у хијерархијској структури. Носио је титулу деспота, а његова жена титулу царице. Као севастократор се Дејан помиње неколико месеци пре Душанове смрти. Деспотску титулу вероватно је добио од Уроша. Након 1355. године нема ниједне хронолошке одреднице о деловању овог великаша.

## Породица
Сматра се да је деспот Дејан преминуо пре 1371. године, а не зна се поуздано да ли се пре смрти повукао са власти и замонашио. У браку са Теодором Немањић, имао је троје деце:
- Јован Драгаш, деспот који је са братом до смрти (око 1378) управљао породичним поседима
- Константин Драгаш, који је са братом и касније самостално до погибије на Ровинама (1395) управљао породичним поседима
- Теодора Драгаш, која се удала прво за Жарка (око 1356), а после његове смрти за Ђурђа I Балшића (после 1371)